# Antikustprincipen

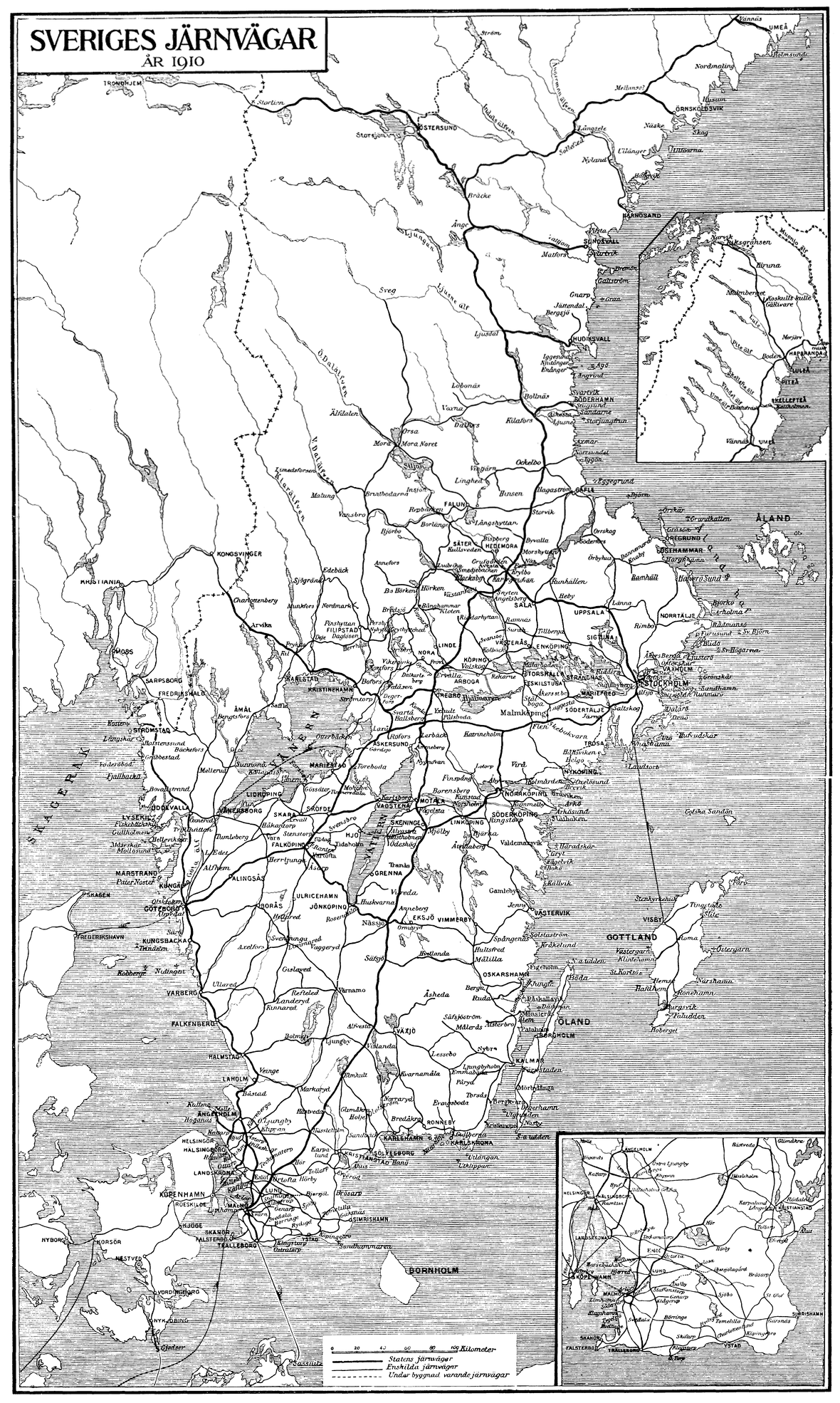
Järnvägarna i Sverige 1910. Statens järnvägar anges med tjockare linjer.

Antikust och bryta bygd var två principer som rådde vid byggandet av det rikstäckande stambanenätet i Sverige mellan 1855 och 1894 och i fler länder. Det finns historiska förklaringar, samt ekonomiska, näringspolitiska och militärstrategiska argument för varför man då valde att inte bygga järnväg längs de inre svenska vattenlederna eller längs kusten samt i övrigt sökte sig från större befolkningscentra.
Under tidiga hälften av 1800-talet byggdes en mängd kanaler och slussar i Sverige, bland annat Trollhätte kanal, Södertälje kanal och Göta Kanal. När det blev aktuellt att bygga järnvägar ville man komplementera sjöfarten snarare än konkurrera med den. Avsides bygder som inte kunde dra nytta av närhet till havet eller de inre vattenlederna, kunde därmed ges nya möjligheter till utveckling. Lägre markpriser och större frihet att välja en mer lättarbetad sträckning gör anläggandet billigare. Dessutom, givet järnvägarnas betydelse i händelse av krig, ville militären ha järnvägar som var säkra för landstigningsföretag och fartygsartilleri eftersom flyg inte fanns tillgängligt.

## Bakgrund
Innan staten tog på sig att bygga järnvägar i Sverige – på hästarnas tid, innan man använde ånglok – låg de småbanor som fanns som länkar mellan sjöar, för transporten av malm från, främst, Bergslagens gruvor. Sedan många hundra år var det naturliga sättet att transportera gods och passagerare över vatten. Det givet, sågs järnvägar främst som matare till hamnar för vidare transport: att bygga järnvägar längs kusten eller parallellt med de då nyligen anlagda kanalerna sågs som onödigt och järnvägen skulle dessutom direkt konkurrera med den befintliga sjöfarten och förminska värdet av de oerhörda satsningar staten gjort genom kanalbyggena.
Lönen för en omlastare var låg och den tidens industrier litade inte på kontinuerlig och strikt regelbunden råvaruförsörjning; liksom jordbruket är bundet till årstiderna och utlämnat till vädrets nycker, är transporter och allt annat det också. En utsatthet som var än tydligare med den tidens transportmedel. Detta innebar också att den extra tid och de kostnader som omvägar, omlastning och lagring innebär inte sågs som ett större problem, då järnvägar ändå gjorde transporter så oerhört mycket säkrare och billigare än tidigare.
Att centralgestalter i svensk järnvägshistoria såsom de tidiga järnvägsbyggarna Adolf Eugène von Rosen, Nils Ericson och Claes Adolf Adelsköld var officerare är dessutom en konsekvens av att ingenjörskonsten fortfarande sågs som en militär nyttighet. Det var där kunskapen att bedöma markförhållanden, göra ritningar, beräkna och mäta ut för olika befästningsverk upprätthölls; och skillnaden mellan en jordvall för befästning och en tidig banvall skall som sagt inte överdrivas. Järnvägarna kom med tiden i själva verket att bli en katalysator för urskiljandet av den civila ingenjörskonsten från den rent militära.
Det var därför högst naturligt att militärens synpunkter beaktades och deras motstånd mot idéer om kustnära järnvägar accepterades. Under mitten av 1800-talet fanns inte stridsflyg och genom principen antikust kunde man då skydda sina transporter från fientliga angrepp med fartygsartilleri eller från olika landstigningförsök. Att snabbt, tryggt och utom räckhåll från de landstigningsföretag man skall försöka hejda, kunna föra fram militär trupp är av avgörande strategisk betydelse i händelse av krig.
Istället ville man av näringspolitiska skäl bryta bygd; genom att dra banorna genom relativ ödemark ville man stimulera traktens näringar och skapa nya samhällen, likt de städer i USA som byggts längs järnvägarna. Markpriserna var och är avgjort lägre i obygd och dessutom krävs det inte lika dyra konstbyggnader vid anläggandet; broarna behöver till exempel inte göras lika långa då älvar och andra vattendrag blir smalare ju längre uppströms – ju längre från havet – man kommer. Markpriset där man drar fram järnvägen ökar senare i värde relativt sett mer, om det tidigare saknats goda transportmöjligheter av trakternas skogs- och jordbruksprodukter. Dessutom, om man inte nödvändigtvis skall angöra befintliga orter har man större möjligheter att hitta en alternativ och mindre arbetskrävande dragning genom terrängen.
I mer befolkade trakter finns det också intressekonflikter och nu gavs möjligheter till rättviseargument då vissa städer nyligen kommit att gynnas än mer nu, när kanaler öppnat upp ett band av insjöar med väst- och östkusten. Avsides städer som Alingsås, Falköping och Skövde hade till exempel en engagerad ortsbefolkning som argumenterade för sin sak och var sin station på Västra stambanan.

## Konsekvenser
Ser man på en modern karta över Sveriges järnvägsnät gör sig principerna "antikust" och "bryta bygd" mest uppenbart påmind genom Norra stambanan och Stambanan genom övre Norrland som går en bra bit in i Norrlands inland. Andra tydliga spår är att kuststäder som Kalmar och Oskarshamn är förbundna genom järnvägar i Smålands inland – och inte längs kusten.
Men principerna verkade vid byggande av alla stambanor. Nordvästra stambanan från Laxå till Norska gränsen vid Charlottenberg, går förvisso inte långt från Vänerns norra strand via Kristinehamn och Karlstad. Dessutom angjorde Södra stambanan i sin ursprungliga sträckning Jönköping och smeker därmed den södra änden av Vättern. Men i övrigt angör ingen av stambanorna någon större insjöhamn och man undvek medvetet gamla huvudorter som Växjö, Mariestad, Örebro och Västerås – liksom alla kuststäder i Norrland – vid stambanebygget.
Alvesta uppstod vid platsen för sidobanan till Växjö; Hallsberg är motsvarande för Örebro; Vännäs för Umeå och så vidare. Både Katrineholm och Hässleholm är uppvuxna kring järnvägsknutar och för de befintliga äldre orter som fick statlig järnvägsförbindelse – Alingsås, Falköping, Skövde, Linköping – tog utvecklingen ny fart.
Politiken var dock bara bindande för stambanorna och både staten och privata järnvägsaktiebolag uppförde kompletterande banor som gick på tvärs med principerna, som Statsbanan Hallsberg–Örebro, Stockholm-Västerås-Bergslagens Järnvägar, Bergslagernas Järnvägar eller den serie småjärnvägar som kom att utgöra Västkustbanan efter förstatligandet.
År 1894 färdigställdes den sista av statens stambanor, Stambanan genom övre Norrland (SbÖN), och därmed hade antikustprincipen verkat färdigt och militären fått ett skyddat järnvägsnät. Kapaciteten hos järnvägen hade blivit allt större och hastigheterna allt högre. Klyftan mot sjöfarten hade under tiden vidgats när det gäller hastighet: medelhastigheten för ett tåg var vid det sena 1890-talet runt 50 km/h medan ångbåtarna gick i 10 knop (18 km/h). För inrikes passagerartransport hade sjöfarten svårt att hävda sig. Högre hastighet ger bättre lönsamhet eftersom varje fordon/båt hinner längre sträcka per dag och därmed skapar mer intäkter. Vad man visste, skulle tåget snart även kunna konkurrera med kustsjöfart när det gäller kapacitet att transportera gods (med kraftigare lok och längre godståg). Redarna hade också fått en motpart hos järnvägsbolagen, så där vägde numera jämnt.
Ett undantag efter 1894 och stambanornas färdigbyggnad, var Haparandabanan som byggdes i inlandet 1900–1915 till vad som då var Storfurstendömet Finland och Ryska imperiet. Planen var redan klar sedan tidigare och området var extra militärt känsligt.
Med den ökning av lokal och regionaltrafiken som skett efter länstrafikreformen 1983, då regionerna fått stödja arbetspendlande trafik, så har antikustprincipen varit till fördel för fjärrtåg som kan hålla högre hastighet eftersom antal lokala tåg hålls nere av den måttliga befolkning som är där stambanorna går. Ett undantag är Norrköping/Linköping som är ganska stora och där omfattande lokaltågstrafik hindrar fjärrtågen.

### Kustjärnvägar

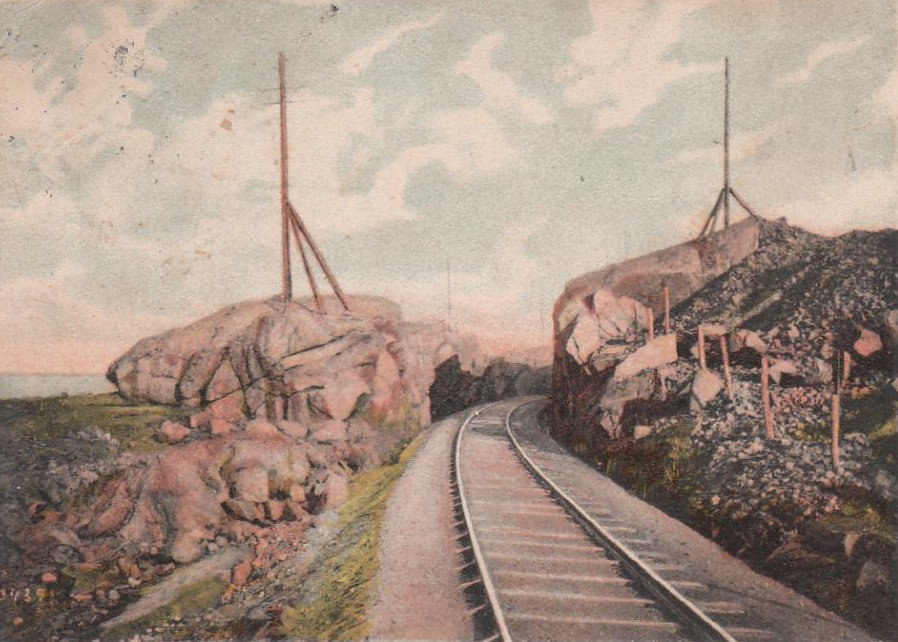
Västkustbanan utanför Varberg, tidigt 1900-tal

Enligt mönster äldre än järnvägarna, finns människor och industrier ofta koncentrerade vid just kuster och vattendrag; efter att den sista länken lagts till lapptäcket av järnvägar längs västkusten 1888, var det inte längre möjligt att bortse från den betydelse järnvägen skulle få och vilken makt kontrollen över den innebar.
Statens första kustjärnväg blev Västkustbanan som 1896 bildades genom inköp av fem mindre järnvägsbolag, sedan det fördjupade samarbetet bolagen emellan naturligt lett diskussionerna till samtal om fusion. Därmed skulle kontrollen över transporterna mellan Västsverige och Norge och Skåne och Danmark samlas helt hos ett fåtal enskilda (privata och kommunala) intressenter. Detta ansågs inte önskvärt av Riksdagen, som efter flera tidigare diskussioner 1895 slutligen beslutade om inlösen av bolagen.
Att principen inte längre gällde efter att det "allmänna" i formen av Statens Järnvägar (SJ) tagit över, kan ses på beslutet om en statsbana mellan Göteborg och Skee som kom två år senare. Under tiden man byggde Bohusbanan så bröts dock unionen med Norge, så istället för att Strömstad fick en sidobana likt Lysekil, så kom det istället att bli slutstationen när man väl hunnit dit 1909.
Även i koncessionsvillkoren för privatbanan Ostkustbanan (OKB), som fastlades under tidigt 1900-tal, kan man se den nya inställningen till kustnära järnväg, då staten ställde krav på statsbanestandard då ett framtida förstatligade ansågs troligt. Under 1916–1925 byggdes således en kustjärnväg från Gävle till Härnösand, där det sedan tidigare fanns förbindelse till Långsele på SbÖN. Med Trafikverkets nuvarande definitioner heter dock banan norr om Sundsvall idag Ådalsbanan, liksom att Ostkustbanan kommit att överta andra banors sträckningar i söder och idag anses börja i Stockholm; något som bekräftar hur den övertagit rollen som huvudsaklig järnvägslinje mot norr.
Med den moderna samhällsplaneringen läggs istället järnvägar så att de förbinder så många större befolkningscentra som möjligt – man vill bygga samman arbetsmarknadsregioner för att åstadkomma regionförstoring. Under de senare decennierna har man därför åter byggt nya järnvägar längs med kusten, bland annat mellan Helsingborg och Landskrona som en del av nya Västkustbanan samt Botniabanan från Nyland upp till Umeå som fortsättning på OKB och Ådalsbanan längs Norrlandskusten. Haparandabanan har fått en ny sträckning genom att sidobanan till Kalix blivit förlängd till Haparanda i en ny kustnära sträckning som därmed uppgraderades till huvudlinje, medan den gamla huvudlinjen Morjärv–Karungi–Haparanda kopplades bort från järnvägsnätet. Även Svealandsbanan längs södra Mälaren mellan Södertälje och Eskilstuna via Strängnäs kan räknas hit.
Diskussioner om att bygga nytt vid kusten förekommer, det gäller närmast Norrbotniabanan mellan Umeå och Luleå. Fortsättningen längs Norrlandskusten är dock inte med i "Nationell plan för Sveriges transportsystem" för 2010–2021. Mer övergripande utredningar utförs om ny höghastighetsjärnväg mellan Oslo och Göteborg genom Bohuslän, även om intresset är större i Norge och Västra Götalandsregionen än hos Regering och Riksdag i Stockholm. I Småland finns idéer om kustjärnväg mellan Kalmar och Oskarshamn, även om det också ligger långt i framtiden.

## Utomlands
Samma argument som drev fram "anti-kust, bryta bygd" som motto för järnvägsplanerarna har använts i vissa andra länder, bland annat i Norge och Finland. Till exempel går Sørlandsbanen mellan Oslo och Stavanger stora delar av sträckan bort från kusten. Även järnvägen mellan Helsingfors och St Petersburg går en bit in.